# Rosablättriger Egerlingsschirmling
Der bedingt essbare und nahezu weltweit verbreitete Rosablättrige oder Gemeine Egerlingsschirmling (Leucoagaricus leucothites) ist eine Pilzart aus der Familie der Champignonverwandten (Agaricaceae).
Er wird auch Rosablättriger Egerlingsschirmpilz/Champignonschirmling genannt. Die weißlichen, mittelgroßen Fruchtkörper erinnern an einen Champignon, haben aber weiße und nur im Alter blass rosa gefärbte Lamellen und ein ebenso gefärbtes Sporenpulver. Die Stielbasis ist immer ohne Scheide. Die Fruchtkörper des saprobiontischen Pilzes erscheinen von August bis Oktober meist außerhalb von Wäldern in Gärten, Parkanlagen und auf Wiesen.

## Merkmale

### Makroskopische Merkmale
Der Hut ist 5–10 cm breit, jung glockig, dann gewölbt und später ausgebreitet. Die Hutmitte ist bisweilen mehr oder weniger stumpf gebuckelt. Die glatte, seidig-matte Oberfläche ist weißlich bis cremefarben, die Scheibe ist im Alter oft blass-ockerlich gefärbt. Die weißen und alt blass fleischfarben bis rosa gefärbten Lamellen sind am Stiel frei. Sie sind recht dünn und stehen ziemlich gedrängt, das Sporenpulver ist weiß bis blass rosa. Der cremeweiße Stiel ist 6–8 cm lang und 1–2 cm breit. Er ist zylindrisch geformt und innen enghohl. Sein schmaler, häutiger Ring ist nach oben abziehbar. Die Stielbasis ist knollig verdickt und kann bis zu 2,5 cm dick werden. Sie steckt im Gegensatz zu den Knollenblätterpilzen niemals in einer Scheide. Das weiße, feste Fleisch ist in der Hutmitte bis 1,5 cm dick und wird zum Rand hin dünner. Es riecht und schmeckt schwach pilzartig und wenig auffällig.

### Mikroskopische Merkmale
Die glatten, elliptischen Sporen sind 8–9 µm lang und 5–6 µm breit. Sie sind hyalin und dickwandig und haben einen Keimporus. Die verbogen-zylindrischen bis schmal-keuligen Cheilozystiden sind 40–60 µm lang und 10–15(–20) µm breit. Die Endzellen der Huthaut sind zylindrisch, schmal-keulig oder spindelförmig und messen 40–130 × 10–15 µm.

## Artabgrenzung
Die Arten aus dem Leucoagaricus-leucothites-Komplex sind nur sehr schwer abzugrenzen und der Artrang und die Abgrenzung der einzelnen Arten untereinander ist stark umstritten. Else C. Vellinga stellte sie 2001 alle in Synonymität zu Leucoagaricus leucothites, lediglich der Fleischblättrige Egerlingsschirmling (L. carneifolius) erhält bei ihr den Rang einer Varietät. Der Fleischblättrige Egerlingsschirmling unterscheidet sich durch seinen leicht gräulichen und im Alter mehr bräunlichen Hut und die etwas kleineren Sporen (7–9 × 4,5–6 µm) und Cheilozystiden (25–35 × 7–9 µm). Der Engblättrige Egerlingsschirmling (L. densifolius) hat ebenfalls gilbendes Fleisch, seine Lamellen verfärben sich schon früh rosa und später bräunlich. Die Sporen sind mit 10(–12) µm Länge recht groß. Der Seidige Egerlingsschirmling (L. holosericeus) hat gilbendes Fleisch und die Lamellen verfärben sich wie beim Gemeinen Egerlingsschirmling erst spät blass rosa. Seine Sporen sind 9(–10) µm lang, der seidig-matte Hut weiß und die Endzellen der Huthaut spindelförmig und schmal. Der Weißliche Egerlingsschirmling (L. subcretaceus) hat sofort bräunendes Fleisch und eine Huthaut, die im Alter schuppig-feldrig aufreißt.

## Ökologie
Der Pilz kommt oft an vom Menschen beeinflussten Orten meist außerhalb von Wäldern vor. Man findet ihn in Gärten und Parkanlagen oder an (Wald)Wegrändern, ja selbst in Gewächshäusern. Oft tritt er spontan nach der Neuanlage von Gärten, Böschungen oder Gemüsebeeten auf und ist im Folgejahr meist schon wieder verschwunden. Naturnahe Habitate sind Halbtrocken- und Steppenrasen, Wirtschaftswiesen und Dünen, sowie Erlenbruchwälder. Der Pilz bevorzugt mäßig bis deutlich stickstoffhaltige, neutral bis basische und frische Lehmböden. Er kommt aber auch auf pflanzlichem Detritus, auf Komposthaufen und an ähnlichen mit Nährstoffen angereicherten Stellen vor. Die Fruchtkörper erscheinen meist von Juli bis Oktober, selten auch früher oder später.

## Verbreitung

Europäische Länder mit Fundnachweisen des Rosablättrigen Egerlingsschirmpilzes.
Legende:
grün = Länder mit Fundmeldungen
cremeweiß = Länder ohne Nachweise
hellgrau = keine Daten
dunkelgrau = außereuropäische Länder.

Der Pilz ist nahezu weltweit verbreitet und wurde wohl in viele Länder eingeschleppt. Nachweise gibt es aus Australien, Neuseeland, Asien (Türkei, Israel, Armenien, Westsibirien, Sri Lanka, Indien, Japan), Amerika (Argentinien, Chile, USA, Kanada), Afrika (Marokko, Algerien) und Europa. In Europa ist der Rosablättrige Egerlingsschirmling in allen Ländern zerstreut bis verbreitet. Im Norden findet man ihn bis ins mittlere Finnland und ostwärts bis Moskau. Der Pilz kam noch in den 1950er Jahren in Deutschland sehr zerstreut vor, seitdem ist die Art aber in steter Ausbreitung begriffen und inzwischen in vielen Gegenden sehr verbreitet. Möglicherweise ist sie in Norddeutschland noch etwas seltener.

## Bedeutung
Der Rosablättrige Egerlingsschirmling ist zwar essbar, aber nicht sehr schmackhaft und daher nur als Mischpilz geeignet. Besonders für unerfahrene Pilzsammler sollte der Pilz tabu sein, da er recht leicht mit den tödlich giftigen weißen Knollenblätterpilzen verwechselt werden kann. Daher wird er auch in vielen Pilzführern als Nichtspeisepilz eingestuft.